# Pietro Pascasio
Pietro Pascasio, in spagnolo Pedro Pascual (Valencia, 1227 – Granada, 6 dicembre 1300), fu un religioso e sacerdote mercedario spagnolo che divenne vescovo e morì martire. Il suo culto, con il titolo di beato, fu approvato da papa Clemente X nel 1670.

## Biografia
Di lingua mozarabica, nacque a Valencia sotto il regime musulmano degli Almohadi. Si trasferì a Parigi nel 1241 per frequentare l'Università, poco prima che la città di Valencia fosse riconquistata da Giacomo I d'Aragona. Fu compagno di studi di san Bonaventura e di san Tommaso. Si addottorò nel 1249 e venne ordinato sacerdote. Probabilmente divenne canonico presso la Cattedrale di Santa Maria a Valencia prima del 1250, quando si trasferì a Roma entrando qui nell'Ordine mercedario.
Tornato in Spagna, divenne tutore di Sancho, figlio di Giacomo I d'Aragona, divenuto nel 1266, a soli 16 anni di età, arcivescovo di Toledo ed al quale fece anche da assistente.
Divenne presto un predicatore famoso, percorse Spagna, Portogallo e Italia predicando.
Recatosi a Roma, nel 1296 venne consacrato vescovo da papa Bonifacio VIII e da questi nominato vescovo di Jaén.
Rientrato in Spagna si preoccupò di rimettere in sesto la sua diocesi, la cui titolarità era vacante ormai da sei anni, ma nel 1297 fu catturato dai musulmani di Muhammad II al-Faqih, sultano di Granada, che lo trasportarono come schiavo in quella città. Essendo Muhammad tributario del re di Castiglia, Pietro godette di una certa libertà nel muoversi a confortare gli schiavi ed a sostenere i cristiani liberi. Per ben due volte il denaro raccolto nella sua diocesi e destinato alla sua liberazione venne da lui devoluto alla liberazione di donne e bambini catturati dai mori. Durante questo periodo di semilibertà ebbe anche la possibilità di scrivere opere teologiche. Tuttavia i mori, irritati dal suo proselitismo e dalle conversioni che provocava negli stessi musulmani, lo gettarono in prigione ed il 6 dicembre 1300 lo decapitarono.
Papa Clemente X, con decreto del 14 agosto 1670, ne approvò il culto con il titolo di beato.
Il suo elogio si legge nel martirologio romano al 6 dicembre.

## Genealogia episcopale
La genealogia episcopale è:
- Cardinale Matteo d'Acquasparta, O.F.M.
- Vescovo Pietro Pascasio, O. de M.